# Clinopodium bucheri
Clinopodium bucheri — вид квіткових рослин з родини глухокропивових (Lamiaceae).

## Поширення
Ендемік сх. Куби.

## Синоніми
- Micromeria bucheri P.Wilson
- Satureja bucheri (P.Wilson) Urb.
- Satureja cubensis Urb.